# Seksmiilarin saaristo
Seksmiilarin saaristo este o arie protejată (arie de protecție specială avifaunistică — SPA) din Finlanda întinsă pe o suprafață de 17.232 ha, integral pe uscat.

## Localizare
Centrul sitului Seksmiilarin saaristo este situat la coordonatele 60°40′04″N 21°07′13″E / 60.6678°N 21.1203°E.

## Înființare
Situl Seksmiilarin saaristo a fost declarat arie de protecție specială avifaunistică în august 1998 pentru a proteja 47 de specii de animale.

## Biodiversitate
Situată în ecoregiunea boreală, aria protejată nu include niciun habitat protejat.
La baza desemnării sitului se află mai multe specii protejate de  păsări (47): alca (Alca torda), rață sulițar (Anas acuta), fâsă roșiatică (Anthus cervinus), stârc cenușiu (Ardea cinerea), pietruș (Arenaria interpres), rață moțată (Aythya fuligula), Aythya marila, ieruncă (Bonasa bonasia), Branta leucopsis, bufniță polară (Bubo scandiacus), Calidris alpina schinzii, Calidris maritima, fugaci mic (Calidris minuta), bătăuș (Calidris pugnax), fugaci pitic (Calidris temminckii), Cepphus grylle, chirighiță neagră (Chlidonias niger), gușă vânătă (Cyanecula svecica), ciocănitoare neagră (Dryocopus martius), șoim călător (Falco peregrinus), șoimul rândunelelor (Falco subbuteo), vânturel roșu (Falco tinnunculus), muscar (Ficedula parva), Gallinago media, cufundar polar (Gavia arctica), pescăriță mare (Hydroprogne caspia), sfrâncioc roșiatic (Lanius collurio), Larus fuscus fuscus, sitar de mal nordic (Limosa lapponica), Lyrurus tetrix tetrix, rață catifelată (Melanitta fusca), rață neagră (Melanitta nigra), pietrar sur (Oenanthe oenanthe), pitulice verzuie (Phylloscopus trochiloides), corcodel-urechiat (Podiceps auritus), eiderul lui Steller (Polysticta stelleri), eider (Somateria mollissima), Spatula clypeata, chiră de baltă (Sterna hirundo), Sterna paradisaea, chiră mică (Sternula albifrons), silvie porumbacă (Sylvia nisoria), călifar alb (Tadorna tadorna), fluierar negru (Tringa erythropus), fluierar de mlaștină (Tringa glareola), fluierarul cu picioare roșii (Tringa totanus), mierlă gulerată (Turdus torquatus).
Pe lângă speciile protejate, pe teritoriul sitului au mai fost identificate 1 specie de amfibieni, 1 specie de pești.